# いちご同盟
いちご同盟（いちごどうめい）は、三田誠広の1990年初版の青春長編小説。1997年に映画化された。また、1999年にNHK教育テレビにおいて40周年記念番組としてドラマ化された。なお、題名の「いちご」とは植物の「苺」ではなく数字の「一五」、即ち主人公たちの年齢「15歳」を表したものである。

## あらすじ
中学三年生の北沢良一は同年代の自殺した少年について考えるなど人生に厭世観を持っていた。そんな時、同学年の野球部のエースである羽根木徹也を通じて、重症の腫瘍で入院中の上原直美を知る。直美は自分のおかれた境遇にもめげずに懸命に生きようとする。直美や徹也に会うことによって良一の人生観が変わっていく。

## 登場人物
カッコ内は映画版キャスト。
北沢良一（大地泰仁）
本作の主人公。ピアノのレッスンに通う日課を持つ。自殺について考えている。
羽根木徹也（谷口秀哉）
良一の同学年で人気者。野球部ではエースで四番。
上原直美（岡本綾）
徹也の幼なじみ。名門女子校に籍を置くが、現在は入院中。徹也に連れられてお見舞いに来た良一に恋心を抱く。
東山（森本匠）
主人公のクラスメートで野球部員。俊足好守好打、さらに勉強でも秀才と非の打ち所が無い。
船橋（日高慎也）
主人公のクラスメートで野球部員でキャッチャー。通称は「番長」。
宮坂先生
良一が通う中学校の音楽教師。良一が中学二年時の担任でもある。
直美の母（鹿沼えり）
ドラマ版での役名は上原美子。
直美の父（岸部一徳）
上原清直。
良一の母（竹下景子）
自宅でピアノの講師をしている。良一とはピアノに対する考え方が違う。ドラマ版での役名は北沢正子。
良一の父（古尾谷雅人）
出版社を経営しゴーストライターの仕事をしている。滅多に家に帰ってこない。主人公が幼い頃は仲が良かった。ドラマ版での名前は北沢良輔。
北沢孝輔
良一の1歳下の弟で、私立中学に通っている。成績優秀。マーラーが好き。

## 書誌情報
単行本
- （河出書房新社、1990年） ISBN 4-309-00600-0

文庫本
- （集英社文庫、1991年） ISBN 4-08-749757-7
- （河出文庫、1994年） ISBN 4-309-40413-8

## 映画版

### スタッフ
- 監督/脚本 - 鹿島勤
- 題字 - 三田誠広
- 音楽 - 梅林茂
- 撮影 - 栢野直樹
- 編集 - 奥原好幸
- プロデューサー - 山本勉
- 製作 - トライアーツ
- 配給 - シネカノン

### ロケ地について
映画では山口県岩国市を舞台にしている。

## テレビドラマ版
NHK教育テレビ40周年として、1999年1月1日18:00 - 19:15 (JST)にドラマ愛の詩枠で放送された。

### キャスト
- 梨本威温
- 田淵帝次
- 黒須麻耶
- 三田村邦彦
- 星野知子
- 西川峰子
- 布施明
- 石丸謙二郎
- 入江若葉

### スタッフ
- 脚本 - 金子成人
- 演出 - 大森青児